# Riad al-Asaad
Pour les articles homonymes, voir Asaad.
Riyad Moussa al-Asaad (également transcrit Riad al-Assaad, en arabe : رياض موسى الأسعد, né le 2 février 1961 à Idleb) est le fondateur et un ancien commandant de l'Armée syrienne libre.

## Biographie
Riad al-Asaad est un ancien ingénieur et un ancien colonel de l'Armée de l'air syrienne qui a fait défection en juillet 2011 pendant la guerre civile syrienne. Des membres de sa famille ont été exécutés par l'armée syrienne après sa défection. Il n'a aucun lien de parenté avec Bachar el-Assad.
Le 29 juillet 2011, il annonce depuis la Turquie la fondation de l'Armée syrienne libre (ASL). Le 24 novembre 2011, il appelle la « communauté internationale » à fournir à l'ASL un soutien logistique, à mettre en place d'une zone d'interdiction aérienne et une zone-tampon et à effectuer des frappes aériennes contre des cibles stratégiques, tout en s'opposant à une intervention au sol de forces étrangères.
Début 2012, c'est lui qui donne des ordres, des orientations générales, et aussi des armes et de l'argent. Les groupes ASL de Homs sont en lien avec lui, et reconnaissent son autorité, selon Jonathan Littell. En octobre 2012, il intègre avec d'autres dirigeants de l'ASL une direction unique chargée de superviser la lutte contre le président Bachar el-Assad. Son rôle est réduit après la nomination du général Selim Idriss comme chef d'état-major de l'ASL, n'étant même pas invité aux plus récentes réunions des groupes rebelles. Il reste cependant commandant à titre honorifique.
Le 24 mars 2013, il est blessé à la jambe par un engin piégé près de Deir ez-Zor. Il est transporté en Turquie pour y être soigné, mais il perd sa jambe.

## Critiques
D'après certains membres du Conseil national syrien, il ne serait qu'une couverture utilisée par les autorités turques. Selon plusieurs journalistes dont Georges Malbrunot, « le service de renseignements turc (Millî İstihbarat Teşkilatı) contrôle ses mouvements tandis qu’un agent du ministère des Affaires étrangères répond aux demandes d’entretien que les journalistes souhaitent réaliser avec le chef de l’ASL ». Le magazine américain Time affirme même en juin 2012 qu'il serait séquestré dans un camp militaire à Apaydin, au sud de la Turquie. Mais Riyad al-Asaad dément ces allégations.